# 왕업
왕업(王業, ? ~ ?)은 중국 삼국 시대 조위의 관료로, 무릉(武陵) 사람이다.

## 생애
조위에서 벼슬을 하며 산기상시(散騎常侍)에 임명되었다.
감로(甘露) 5년(260년) 5월, 조위의 황제 조모(曹髦)는 전횡을 부리던 사마소(司馬昭)를 치고자 상서(尙書) 왕경(王經) · 시중(侍中) 왕침(王沈)과 함께 왕업을 불러들였으나, 사마소의 반격을 받을 것을 우려한 왕업은 왕침과 함께 이를 사마소에게 전해 사마소의 반격으로 조모가 시해되었다.
이후 서진(西晉) 시대에 중호군(中護軍)에 임명되었다.

## 같이 보기
- 삼국지 인물 목록